# Friedrich Franz Mayer
Friedrich Franz von Mayer (* 10. Februar 1816 in Hall; † 11. Dezember 1870 in Stuttgart) war ein deutscher Jurist und Verwaltungsbeamter. Er bekleidete das hohe Amt eines Staatsrats im Königreich Württemberg.

## Leben
Friedrich Franz Mayer, der Sohn eines Zollvisitators, besuchte die Lateinschule in Hall und machte danach eine Ausbildung als Schreiber beim Amtsnotar und Verwaltungsaktuar in Tübingen. Mayer studierte von 1834 bis 1837 Rechts- und Staatswissenschaften an der Universität Tübingen. Nach dem Referendariat beim Oberamt Göppingen und in anderen Dienststellen legte er 1838 die zweite Dienstprüfung ab. Nun wurde Mayer zunächst Oberamtsaktuar beim Oberamt Gaildorf, 1840 Assistent in der Kanzlei des württembergischen Innenministeriums und 1841 Hilfsarbeiter bei der Oberregierung. Ebenfalls 1841 wurde er noch Regierungsassessor bei der Regierung des Donaukreises in Ulm und 1842 Kollegialhilfsarbeiter im Innenministerium. Dort wurde er am 5. September 1844 zum Kanzleidirektionsamtsverweser befördert und war ab 1844 Oberamtmann beim Oberamt Neckarsulm (Dienstantritt am 11. Februar 1845). 1850 wurde Mayer als Oberamtmann Amtsleiter des Oberamts Göppingen, wo er 1863 zum Regierungsrat befördert wurde. 1864 wurde Friedrich Franz Mayer außerordentliches Mitglied des Geheimen Rats. 1865 erfolgte die Ernennung zum Oberregierungsrat und 1870 zum Staatsrat. Friedrich Franz Mayer starb am 11. Dezember 1870.
1857 und 1862 veröffentlichte Mayer grundlegende Werke zum Verwaltungsrecht.

## Auszeichnungen
- 1858 wurde Mayer Ritter und 1867 Komtur 2. Klasse des Friedrichs-Ordens.
- 1866 erhielt er das Ritterkreuz des Ordens der württembergischen Krone[1], mit dem der persönliche Adel verbunden war.